# Нірматрелвір
PF-07321332 — противірусний препарат, розроблений компанією Pfizer, перорально активний інгібітор протеази 3CLpro. Це ковалентний інгібітор ферменту, що зв'язується безпосередньо з каталітично-активним залишком цистеїну (Cys145). Ліки «Паксловід» (Paxlovid), що складаються з комбінації PF-07321332 з ритонавіром, проходять фазу II/III клінічних випробувань як засіб від COVID-19. У цій комбінації ритонавір служить для уповільнення метаболізму ферментами цитохрому PF-07321332 для підтримки більш високих концентрацій основного препарату в кровотоку.
У листопаді 2021 року Pfizer оголосила про позитивні результати дослідження фази II/III, у тому числі про скорочення госпіталізацій або смертельних випадків на 89 % при призначенні «Паксловіда» протягом трьох днів після появи симптомів ковіда та на 85 %, якщо лікування починати протягом п'яти днів.

## Розробка
Протеази коронавірусу розрізають вірусний поліпротеїн у багатьох місцях, зазвичай після глутамінового залишку. Попередня робота на людських риновірусах з подібною особливістю показала, що глутамін з гнучким бічним радикалом може бути замінений ригідним піролідином. Дана лінія препаратів отримала подальший розвиток для застосування при інших захворюваннях, включаючи SARS.
Ефективність вибору протеази 3CL як цілі вперше була продемонстрована в реальних умовах, коли GC376 (проліки GC373) застосували для лікування раніше 100 % летального захворювання — інфекційного перитоніту кішок, викликаного коронавірусом FIPV. Препарат Pfizer є аналогом GC373, в якому альдегідний ковалентний акцептор цистеїну замінили нітрилом.
PF-07321332 був розроблений шляхом модифікації більш раннього клінічного кандидата PF-07304814. PF-07304814 також є ковалентним інгібітором, але має як активну групу гідроксиметилкетон і використовується у вигляді проліки-фосфату. PF-07304814 необхідно вводити внутрішньовенно, що обмежує його застосування умовами лікарняного закладу. PF-07321332 — препарат, що підходить для перорального застосування — отримали шляхом поетапної модифікації трипептидного миметика. Ключові зміни включають зменшення числа донорів водневих зв'язків і числа зв'язків, що обертаються, за рахунок введення жорсткої біциклічної неканонічної амінокислоти, яка імітує залишок лейцину, виявлений в більш ранніх інгібіторах. Цей залишок раніше використовувався у синтезі боцепревіру.

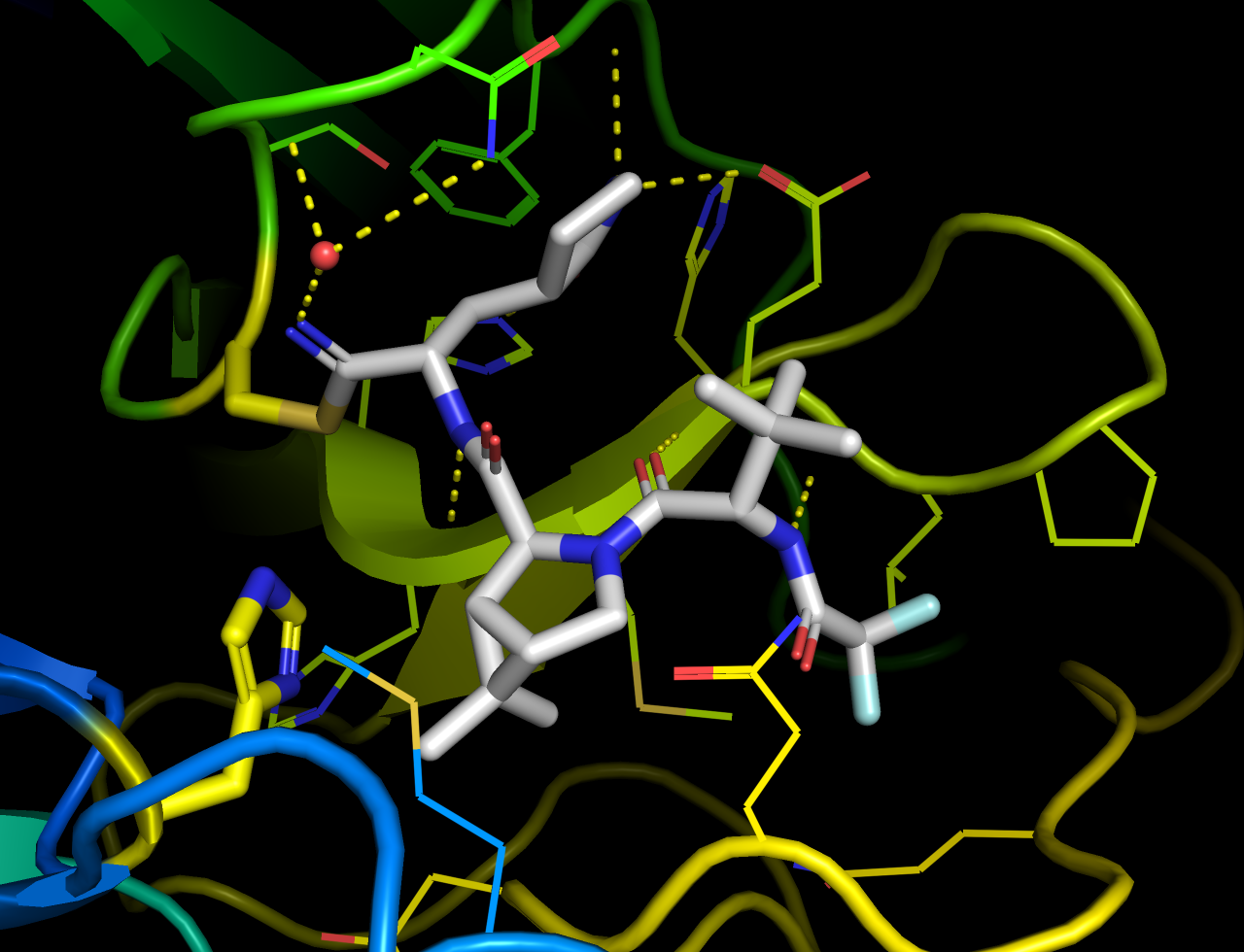
Тривимірна структура молекули протеази 3CLpro з інгібітором PF-07321332. Білковий скелет протеази з інгібітором показано у вигляді стрижнів. Каталітичні амінокислоти (Гістидін 41 і Цистеїн 145) — у вигляді жовтих стрижнів.